# ダンケルク (戦艦)
|          | |
| 艦歴     | |
| 発注     | |
| 起工     | 1932年12月24日 |
| 進水     | 1935年10月2日 |
| 就役     | 1937年5月1日 |
| 退役     | 1942年 |
| その後   | 1942年11月27日にドック内で自沈 |
| 除籍     | 1945年 |
| 性能諸元 | |
| 排水量   | 基準：26,500トン |
| 全長     | 215.14 m、209 m(水線長) |
| 全幅     | 31.1 m |
| 吃水     | 8.7～9.63 m |
| 機関     | インドル式重油専焼水管缶6基+ラテュ式ギヤード・タービン4基4軸推進                                                                        |
| 最大出力 | 135,585hp |
| 最大速力 | 31ノット（通常時） |
| 乗員     | 1,381名 |
| 兵装     | 33cm（52口径）4連装砲2基、 13cm（52口径）連装両用砲2基 +同4連装両用砲3基、 37mm（60口径）連装機関砲10基、 13.2 mm（76口径）連装機銃16基 |
| 艦載機   | 水上機4機(常用3機、予備1機)、 カタパルト1基                                                                                             |

ダンケルク (Dunkerque) は、フランス海軍がワシントン海軍軍縮条約の規定により建造し、第二次世界大戦で運用した戦艦。
列強各国からは巡洋戦艦と見做されることもある。

## 概要
ダンケルク (Dunkerque) は、フランスが1932年（昭和7年）12月から1937年（昭和12年）5月にかけて建造した高速戦艦で、ダンケルク級戦艦のネームシップ。
フランス公式の分類は戦列艦。
艦名は同国の港湾都市ダンケルクに因む。
姉妹艦はストラスブール (Strasbourg) 。
1939年（昭和14年）9月以降の第二次世界大戦緒戦において、ダンケルク級は襲撃部隊に所属していた。イギリス海軍の艦艇と共に、大西洋での船団護衛任務やドイツ海軍の通商破壊艦に対する警戒任務に従事した。11月下旬、本艦は巡洋戦艦フッドを率いて北海に進出し、シャルンホルスト級戦艦やポケット戦艦を捜索した。
1940年（昭和15年）6月下旬のフランス降伏とヴィシー政権発足時、本艦を含む襲撃部隊の大部分はメルス・エル・ケビールに停泊していた。イギリスはフランス艦隊が枢軸国に接収されるのを防ぐため、7月3日に巡洋戦艦フッドと空母アーク・ロイヤルを主力とするH部隊 (Force H) でフランス艦隊を攻撃した。このメルセルケビール海戦とレバー作戦において、ダンケルクは艦砲射撃と空襲により損傷し、着底する。浮揚修理後、1942年（昭和17年）2月にトゥーロンに戻った。残存艦艇と共に待機中の11月27日、侵攻してきたドイツ軍による鹵獲を防ぐために自沈した。

## 艦歴

### 建造経緯
1921年末から始まった華府会議の結果、1922年2月6日に締結されたワシントン海軍軍縮条約により、列強各国は保有艦艇を制限した（海軍休日）。直後の同年8月26日、フランスが保有を許されていたクールベ級戦艦のフランス (France) が座礁して沈没する。
軍縮条約締結後のフランス海軍は、巡洋艦や駆逐艦などの建造に尽力した。主力艦の建造に関しては、新世代戦艦どころか、事故で喪失した「フランス」の代艦建造も見合わせていた。1931年（昭和6年）年度計画で、ようやく「フランス」の代艦として新たな戦艦を建造することにした。これが本級である。
折しもドイツのヴァイマル共和国軍がドイッチュラント級装甲艦（通称“ポケット戦艦”）を完成させた。本級建造の背景にはドイツ新鋭艦に対抗する意味合いもあり、実際に建造された本級は全ての点でポケット戦艦ドイッチュラントを凌駕していた。
1931年（昭和6年）2月中旬、フランス海軍委員会は1931年度海軍建造案において、巡洋戦艦1隻を建造するよう勧告した。同年7月、フランス議会は2万3,000トン級巡洋艦を追加で建造するよう決議した。各種案（17,500トン型、35,000トン型、23,000～25,000トン型）を検討した結果、艦型は2万6,000トン級に拡大した。
1932年（昭和7年）10月下旬、フランス政府は本艦の建造を命じた。
ダンケルクは同年12月24日にブレスト海軍工廠で起工し、1935年（昭和10年）10月2日に進水した。
乾ドックの制約により艦体全てを建造することができず、エノン造船所に曳航してから艦首を建造した。
1936年に公試をおこない、1937年（昭和12年）5月1日に就役した。
同時代の戦艦と比べ、主砲2基と副砲の一部を四連装砲塔に収めたことで軽量化に成功し、その浮いた重量分の強化に当て、かつ主砲塔2基を艦前部に集中配置としたことでヴァイタル・パートも短縮化できた。防御構造も新機軸のものを採用している。15インチ砲や16インチ砲を搭載した列強各国の新世代戦艦と比較すると砲火力で見劣りするが、防御力と速力に関しては申し分なく、本級はシャルンホルスト級戦艦に匹敵する高速戦艦であった。
設計は13インチ（33センチ）50口径砲を四連装砲塔にまとめ、その主砲塔2基（計8門）を艦前方に配置している。当時の列強各国では、ジュネーブ世界軍縮会議や、第二次ロンドン海軍軍縮会議にむけてワシントン海軍条約の条項を変更し、新型戦艦の主砲口径を12インチ～14インチ、艦型を2万5,000トン程度に制限しようという動きがあった。フランス海軍は前級で既に13.4インチ（34センチ）45口径砲を採用していたが、本級では各案検討の末に、やや小口径の新型砲を採用することになった。

四連装砲塔は第一次世界大戦時に計画されたノルマンディー級やリヨン級より続く、ダンケルク級やリシュリュー級といったフランス新戦艦の外見上の大きな特徴である。
なお本級に似た外観をもつイギリス海軍のネルソン級戦艦2隻は、16インチ（40センチ）三連装砲塔3基（計9門）を艦首側甲板に集中的に配置する強力な戦艦であった。その一方で3番砲塔の射界、23ノットという低速や操艦性能の悪さなどの問題点もあった。
就役直後の1937年（昭和12年）5月20日、イギリスのスピットヘッドで開催されたジョージ6世の戴冠記念観艦式に参加、ホスト国のネルソン級戦艦や巡洋戦艦フッド、ドイツ海軍のポケット戦艦アドミラル・グラーフ・シュペー、日本海軍の重巡足柄などと顔を合わせている。
その後は、訓練と、大西洋や地中海での哨戒任務に従事した。ヨーロッパでナチス・ドイツが躍進し、英独海軍協定が締結される。国際関係が複雑化するなかで、本艦は姉妹艦ストラスブールなどと共に幾度かイギリス各地を訪問し、イギリス海軍と交流を深めている。

### 第二次世界大戦緒戦
1939年（昭和14年）9月からはじまった第二次世界大戦初期、いわゆるまやかし戦争（Phoney War）において、ダンケルク級戦艦は長大な航続性能を生かして連合国側の船団護衛任務に従事した。ドイツ海軍は、連合国軍のシーレーン攪乱を狙って通商破壊艦（ポケット戦艦、仮装巡洋艦、Uボート）を大西洋に放った。
フランス海軍は、ダンケルク級戦艦や空母ベアルンおよび軽巡洋艦や大型駆逐艦で襲撃部隊を編成していた。イギリス海軍はフランス海軍にポケット戦艦の捜索と掃討に協力するよう要請し、この方針によりダンケルク級戦艦もアドミラル・グラーフ・シュペー追撃戦に参加した。
同年11月23日、フェロー諸島沖海戦で英海軍の補助巡洋艦ラワルピンディが、ドイツ海軍の高速戦艦（巡洋戦艦）2隻（グナイゼナウ、シャルンホルスト）に撃沈された。沈没寸前のラワルピンディも、救援にかけつけた英海軍の軽巡洋艦ニューカッスルも、敵艦（シャルンホルスト級）を「ポケット戦艦のドイツチラント」と誤認報告してしまう。
イギリス海軍は本国艦隊を出撃させると共に、イギリス本土のデヴォンポートにいた襲撃部隊（司令官ジャンスール提督：戦艦ダンケルク、軽巡ジョルジュ・レイグ、軽巡モンカルム、大型駆逐艦モガドール、ボルタ）にも出撃を命じた。イギリス国民の誇りと謳われた巡洋戦艦フッドを指揮下にいれたダンケルクは、ドイツ通商破壊艦の捜索と追撃戦に参加する。アイスランド南方やフェロー諸島方面を警戒したが、シャルンホルスト級戦艦2隻は連合軍包囲網を潜り抜けてドイツ本国に戻った。

### 地中海戦域
1940年（昭和15年）4月初頭、ドイツ軍のヴェーザー演習作戦によりノルウェーの戦いが始まり、フランス艦隊も出撃準備をおこなう。だが同時期にイタリア王国参戦の可能性が高くなり、同月末までにダンケルク級を含む襲撃部隊は北アフリカのアルジェリアに移動した。イタリアが参戦した場合、フランス海軍が地中海の西側を担当し、アレクサンドリアを拠点とするイギリス海軍の地中海艦隊が東半分を受け持つ。ダンケルクとストラスブールはアルジェリアのメルス・エル・ケビールでドック入りし、整備をおこなった。
5月以降のドイツ軍快進撃により、連合国軍は西部戦線で大敗した。6月10日、イタリア王国が枢軸側にたって連合国に宣戦を布告し、地中海戦域は一気に緊迫化した。フランス海軍はヴァード作戦 (Opération Vado) を発動し、巡洋艦部隊でイタリア北西部のジェノヴァ軍港を砲撃した。この作戦にダンケルク級は参加していない。
6月22日に独仏休戦協定が、24日にフランスとイタリア間でヴィラ・インチーサ休戦協定が結ばれて、フランスは事実上降伏する。さらにヴィシー政権が成立すると、イギリスは「これらのフランス艦艇がナチス・ドイツに接収されるのではないか」と懸念した。
7月3日、イギリス軍はフランス艦隊を無力化するためカタパルト作戦 (Operation Catapult) を発動し、ジブラルタルを拠点に行動するH部隊 (Force H) がメルセルケビール沖合に集結する。H部隊司令官ジェームズ・サマヴィル中将の旗艦は、かつてダンケルク（ジャンスール提督）と共にシャルンホルスト級を追跡した英巡洋戦艦フッドであった。
メルセルケビールには、ダンケルク級戦艦2隻、プロヴァンス級戦艦2隻、水上機母艦コマンダン・テストなどが停泊していた。H部隊はフランス艦隊（司令長官ジャンスール中将、旗艦ダンケルク）に降伏もしくは自沈を促すと共に、空母アーク・ロイヤルのソードフィッシュが機雷を投下した。
夕刻になり戦端が切られ、H部隊は港外から砲撃を開始する。フランス艦隊も撃ち返した。15インチ砲弾4発が命中したダンケルクは中破し、沈没を避けるため故意に浅瀬に座礁させられた。戦艦プロヴァンスも被弾して着底し、戦艦ブルターニュは爆沈した。
ストラスブールと数隻の駆逐艦は脱出に成功し、トゥーロンに辿り着いた。
7月6日、H部隊はアーク・ロイヤル搭載機による空襲をおこなう（レバー作戦）。ソードフィッシュの攻撃で哨戒艇が被雷、その搭載爆雷の誘爆でダンケルクは一層の被害を受けて浸水が進み、着底した。一連の戦闘による本艦の戦死者は200名を越えたという。

### 待機と自沈
後日、ダンケルクは修理に成功した。
1942年（昭和17年）2月下旬になって地中海を横断し、トゥーロンへ帰還した。トゥーロンで乾ドックに入渠し、本格的修理がはじまる。ヴィシー政権において、ヴィシー・フランス海軍の公海艦隊 (Forces de haute mer) に所属した。11月8日、連合国軍はトーチ作戦によりモロッコとアルジェリアに上陸し、カサブランカ沖海戦でフランス艦隊が大損害を受ける。フランス海軍総司令官フランソワ・ダルラン大将はトゥーロンのフランス艦隊に自由フランス軍への合流を命じたが、同地のド・ラボルテ大将は出港を拒否した。
11月27日、ドイツ陸軍がアントン作戦によりトゥーロンに侵攻してきた。ダンケルク級戦艦2隻やプロヴァンスは、コマンダン・テストなどと共に自沈処理が行われた。ダンケルクの艦長は当初自沈を拒否したが、軽巡ラ・ガリソニエールの艦長に説得され自沈を受け入れた。
その後、トゥーロンはUボートの基地として利用され、連合国軍は空爆をおこなった。1944年（昭和19年）8月6日、連合国軍はドラグーン作戦 (Operation Dragoon) を発動して南フランスに侵攻した。8月15日からはトゥーロンの戦いが始まる。この作戦時、ドイツ軍はダンケルク級の主砲塔を利用して応戦したという。連合軍がトゥーロンを占領したとき、ダンケルクは残骸になっていた。
第二次世界大戦終了と共に、解体処分された。 

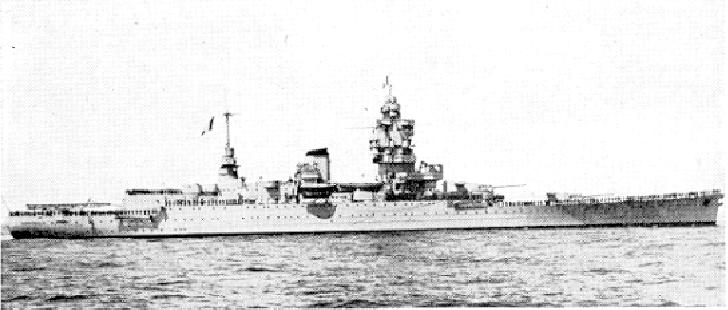
側方から見たダンケルク
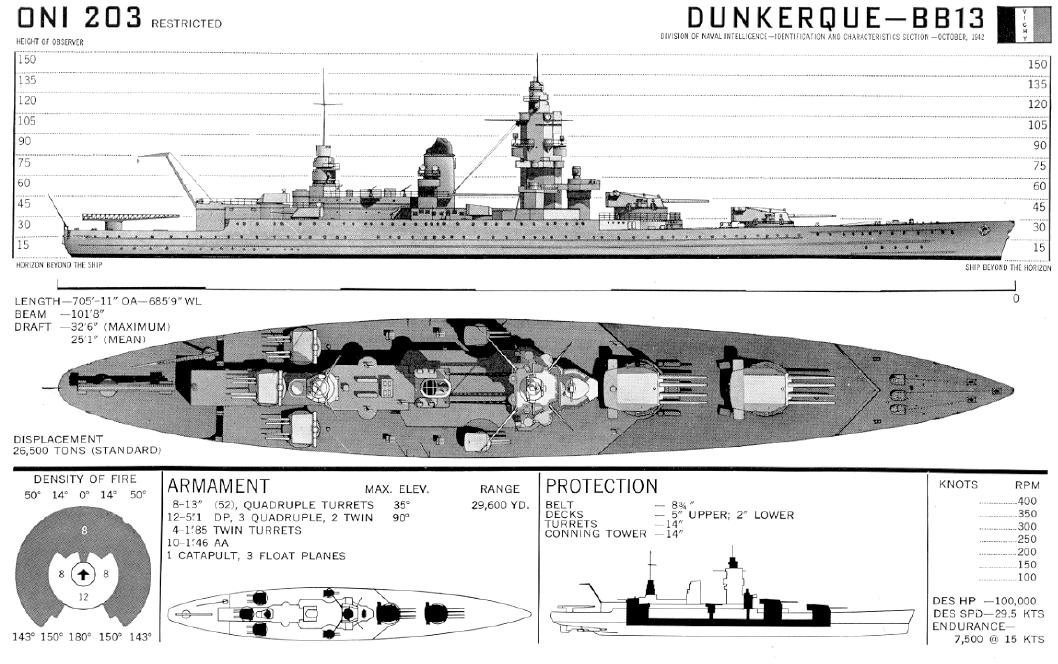
アメリカ海軍が作成した識別図